# Телевизијска станица
Телевизијска станица (скраћено: ТВ станица) је скуп опреме којом управља посао, организација или други ентитет, као што је аматерски телевизијски (АТВ) оператор, који преноси видео садржај преко радио таласа директно из предајника на земаљској површини до пријемника на земљи. Најчешће се термин односи на станицу која емитује структурирани садржај публици или се односи на организацију која управља станицом. Пренос земаљске телевизије може се остварити преко аналогних телевизијских сигнала или, у новије време, путем дигиталних телевизијских сигнала. Телевизијске станице се разликују од кабловске телевизије или других видео провајдера по томе што се њихов садржај емитује путем земаљских радиовалова. Група телевизијских станица са заједничким власништвом или припадношћу позната је као телевизијска мрежа, а појединачна станица унутар мреже се назива О&О или affiliate.